# Gymnanthe belangeriana
Gymnanthe belangeriana là một loài rêu tản trong họ Acrobolbaceae. Loài này được (Lehm. & Lindenb.) Stephani miêu tả khoa học lần đầu tiên năm 1893.